# Yimby
Yimby är en akronym för det engelska uttrycket Yes in my backyard. Begreppet har kopplingar till stadsplanering och innebär att man i grunden är positiv till förändringar i sitt närområde. Yimby är en motreaktion till Nimby-fenomenet, Not in my backyard.

## Yimby i Sverige
Yimby är även ett partipolitiskt obundet nätverk, grundat i Stockholm 2007, som förespråkar fysisk utveckling, förtätning och främjande av stadsmiljö, och förekommer i bland annat Göteborg, Oslo, Stockholm och Uppsala. Nätverket kritiserar flera av de idéer som dominerat stadsutvecklingen under framförallt andra halvan av 1900-talet, som till exempel utspridningen av staden, bilberoendet och den så kallade "grannskapsplaneringen" som innebar att områden planerades som enskilda småsamhällen istället för som delar av den större staden. Nätverket kritiserar också delar av miljörörelsen och menar att ett principiellt motstånd mot förtätning och expansion av innerstadens stadsformer spär på problemet med utglesning och utspridning av staden, vilket tar stora naturområden i anspråk och försvårar möjligheterna att bygga effektiva kollektivtrafiklösningar. Nätverket har också flera gånger kritiserat bristen på riktiga parker i Stockholm, samtidigt som det finns många impediment i form av oanvända grönytor. Yimby har även engagerat sig i debatten om Nya Slussen.

## Yimby Göteborgs stora pris till Albert Lilienbergs minne
Yimby Göteborg delar ut ett årligt pris för god stadsplanering. I Yimby Göteborgs årsredovisning 2023 meddelades att "Priset är dessvärre insomnat, och har ej delats ut sedan 2018."
- 2014: Kville saluhall
- 2015: Ola Serneke för Karlavagnstornet.
- 2016: "Backa Grön" längs Litteraturgatan i Backa.
- 2017: Lukas Memborn och Josefin Westerlund på Göteborgs stadsbyggnadskontor
- 2018: Staffan Claesson och Alexander Ståhle

## Yimby Stockholms pris till Albert Lindhagens minne
- 2015: Nacka kommun
- 2016: Oscar Properties för Norra tornen
- 2017: Wallenstam för Umami Park
- 2018: Järfälla kommun
- 2019: Trafiknämnden Region Stockholm
- 2020: Inställt
- 2021: Inställt
- 2022: Daniel Helldén